# О манду

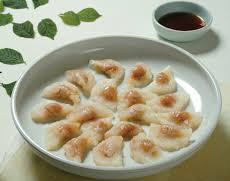
О манду

О манду — блюдо корейской кухни, напоминающее пельмени. Отличительной чертой является использование рыбного филе вместо теста: его использование придаёт манду лёгкий и сладкий вкус. Изначально блюдо подавали в летний сезон, но теперь люди просто наслаждаются им, готовя по праздникам или особым случаям, таким как День рождения Будды. В прошлом о манду входили в корейскую придворную кухню и были популярны среди янбанов (корейская аристократия). О-манду часто подавали летом на дни рождения старших членов семьи.
Обычно весь процесс приготовления занимает примерно два часа. Для о-манду используется тонко нарезанное филе белой рыбы (обычно это горбыль, морской лещ, камбала или кефаль), которое фаршируют говядиной с овощами и грибами, обваливают в крахмале и варят на пару. В начинку могут добавлять тофу, пюре из чеснока и молотые жареные кунжутные семена. В качестве приправы используют смесь из соевого соуса, сахара, нарезанного зелёного лука, чеснока, соли, перца и кунжутного масла.

## Приготовление
Первым делом филе белой рыбы нарезают тонкими кусочками примерно 7-8 см (толщиной 0,5 см), посыпают солью и молотым белым перцем, а затем удаляют остатки влаги бумажными полотенцами. После этого говяжий фарш смешивают с частью приготовленной приправы из соевого соуса. Грибы шиитаке замачиваются в воде примерно на час, тогда как шампиньоны нарезаются на мелкие кусочки и смешиваются с оставшимся соусом-приправой. Мытые огурцы режут на кусочки размером в 2 см, отделяют от кожуры, которую потом режут на 0,2 см в ширину. Огурцы маринуют в рассоле 10 минут и убирают остатки влаги бумажными полотенцами. Манду придают форму полумесяцев с помощью ножниц.
Говяжий фарш для начинки обжаривают на среднем огне вместе с грибами шиитаке и шампиньонами в течение 2-3 минут. Для того, чтобы приготовить начинку, необходимо сварить соевые ростки. После этого рыбное филе обрабатывают крахмалом с двух сторон, выкладывают на него начинку из говяжьего фарша, грибов, огурцов и соевых ростков, заворачивают и варят в кипящей воде либо на пару в течение 5 минут.